# Moros (fleuve)
Pour les articles homonymes, voir Moros.
Le Moros est un fleuve côtier situé dans le sud du département du Finistère qui se jette dans l’océan Atlantique.

## Étymologie
Moros signifie en breton "Le port où l'on met à l'eau les bateaux" (Morañ signifiant en breton "lancer un bateau").

## Géographie
La longueur de son cours est de 16,6 km.
Il prend sa source dans la commune de Melgven au lieu-dit Kerniouarn (près de Rosporden), à l'altitude + 131 m. Son cours se dirige ensuite vers le sud - sud/ouest pour arriver à Concarneau, où il rejoint l'océan Atlantique, après avoir traversé le port.
À son arrivée dans Concarneau, il effectue une grande boucle serrée à gauche et forme un plan d'eau, retenu par une digue construite à l'aplomb du pont de franchissement de la D 783.
Le trop plein du plan d'eau est ensuite canalisé en rive droite, pour se jeter dans la darse construite dans son ancien lit, lors de l'agrandissement du port au début des années 60.
Ses rives, encaissées et boisées, sont très sauvages.

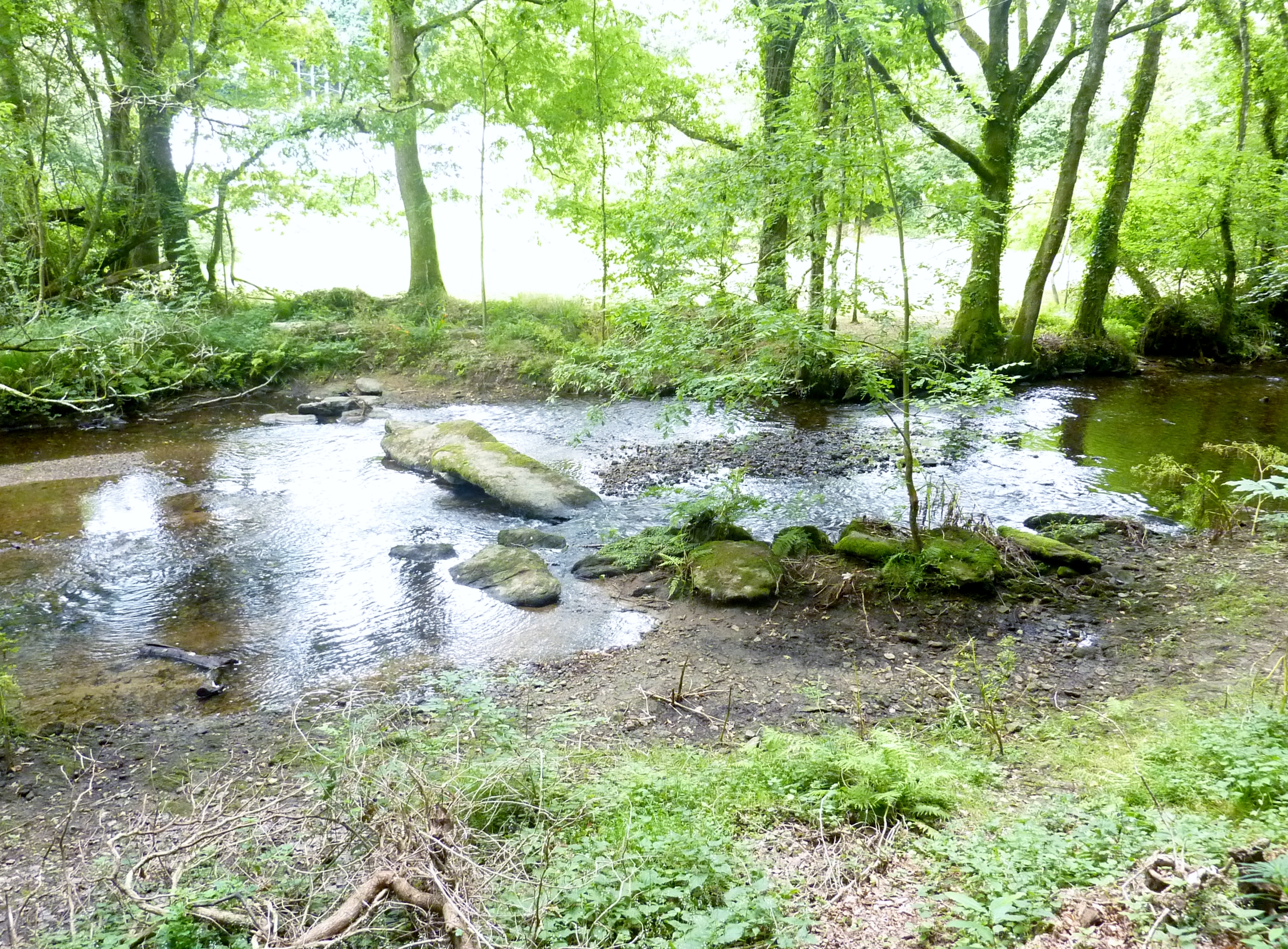
Les restes d'un "pont gaulois" sur le Moros, entre le barrage de l'usine d'eau potable du Moulin Neuf et l'étang du Moros.

## Affluents
Ses affluents depuis la source jusqu'à l'embouchure :
- le Stival
- le Val
- le Garlodic
- l'Hôpital

## Sources
- Données hydrologiques disponibles au Cereve
- Concarneau, Ses hommes et la mer - Cyrille Magnier - 253 pages,  (ISBN 978-2-84497-356-6)